# Swirly Termination
Swirly Termination – album studyjny zespołu Ozric Tentacles wydany w 2000 roku. Album nagrany w składzie:
- Ed Wynne - gitara, keyboardy
- Seaweed (Christoper Lenox-Smith) - keyboardy
- John Egan - flet, wokal
- Rad (Conrad Prince) - instrumenty perkusyjne, perkusja
- Zia Geelani - gitara basowa

## Lista utworów
| Nr | Tytuł          | Długość |
| -- | -------------- | ------- |
| 1  | "Steep"        | 3:12    |
| 2  | "Space Out"    | 8:28    |
| 3  | "Pyoing"       | 4:29    |
| 4  | "Far Dreaming" | 5:24    |
| 5  | "Waldorfdub"   | 6:13    |
| 6  | "Kick 98"      | 6:03    |
| 7  | "Voy Mandala"  | 11:52   |